# ボビー・スター
ボビー・スター（Bobbi Starr、1983年4月6日 – ）は、アメリカ合衆国のポルノ女優。イービル・エンジェルで監督も務める。初監督作品は女性視点の『Bobbi's World』である。

## 生い立ちと教育
カリフォルニア州サンタクララで、アルバニア系イタリア人とハンガリー系アメリカ人の血をひく家庭に生まれる。サンノゼ州立大学を卒業した音楽学士であり、オーボエを演奏する。しかし、本人によれば「生まれ付き好奇心が強く」後に実生活でも友人となったベラドンナの映画に触発され、音楽よりポルノの仕事を追及することとなった。
ボビーは婦人科医を目指し医大予科で学びたいという志望を表明していた。彼女には婦人科医が不足しているアダルト・エンターテインメント業界で働きたいという意図があった。

## 経歴
23歳でポルノ映画デビューを果たす。カリフォルニア州サンフランシスコでアダルト業界入りを勧めた人物と出会っているが、決意するまでに1年を要した。最初の仕事はインターネットに拠点を置く会社の拘束調教シーンであった。その後ロサンゼルスの製作会社でさまざまな場面に出演、Red Light District Video、Combat Zoneなどの製作会社の多くの作品のパッケージを彩るようになる。
2011年、2013年に最も人気のある12人のポルノスターの1人としてCNBC.comにリストアップされた。
2007年、The CWの『America's Next Top Model』を模したリアリティ番組『America's Next Hot Porn Star』でファイナリストとして残った。Popporn.comにブログを書き、フォックス・マガジンに「Adventures in Porny Land」と題したコラムを書いた。

## 私生活
スターは自身を性に肯定的なフェミニストだと考えている。一部のフェミニストがポルノは女性の地位を貶めると考えていることは認めているが、「自分の意志でしている事なので、貶められているとは感じていません。貶められていると思ったり、不快を感じたら、いつでも拒絶し止めることが出来ます。過度の支配下で女性が品性下劣な状況に押し込められているとは思いません。」と主張した。自身の性的指向についてレッテルを貼ってはいないが、異性愛より同性愛寄りであり、男性との行為は「実験」だと語った。
ゲーマーを自認しており、2011年1月時点で好きなゲームとして『Zork: Grand Inquisitor』、『Grim Fandango』、『The Elder Scrolls III: Morrowind』を挙げている。
2013年7月2日、現在子供を身籠っており、生涯を共に出来る伴侶を見つけたとブログ上で発表した"。当初は一時的に休業するとしていたが、その後SNSアカウントやブログを更新することはごく稀になった。2015年8月31日、スターのビジネスパートナーは、彼女が「より大きくより大切なこと、最大のものは母親に専念すること」に前進したという声明を発表し、彼女のウェブサイトは正式に閉鎖された。

## 出演作品の一部
- 2006年: Bitchcraft 1

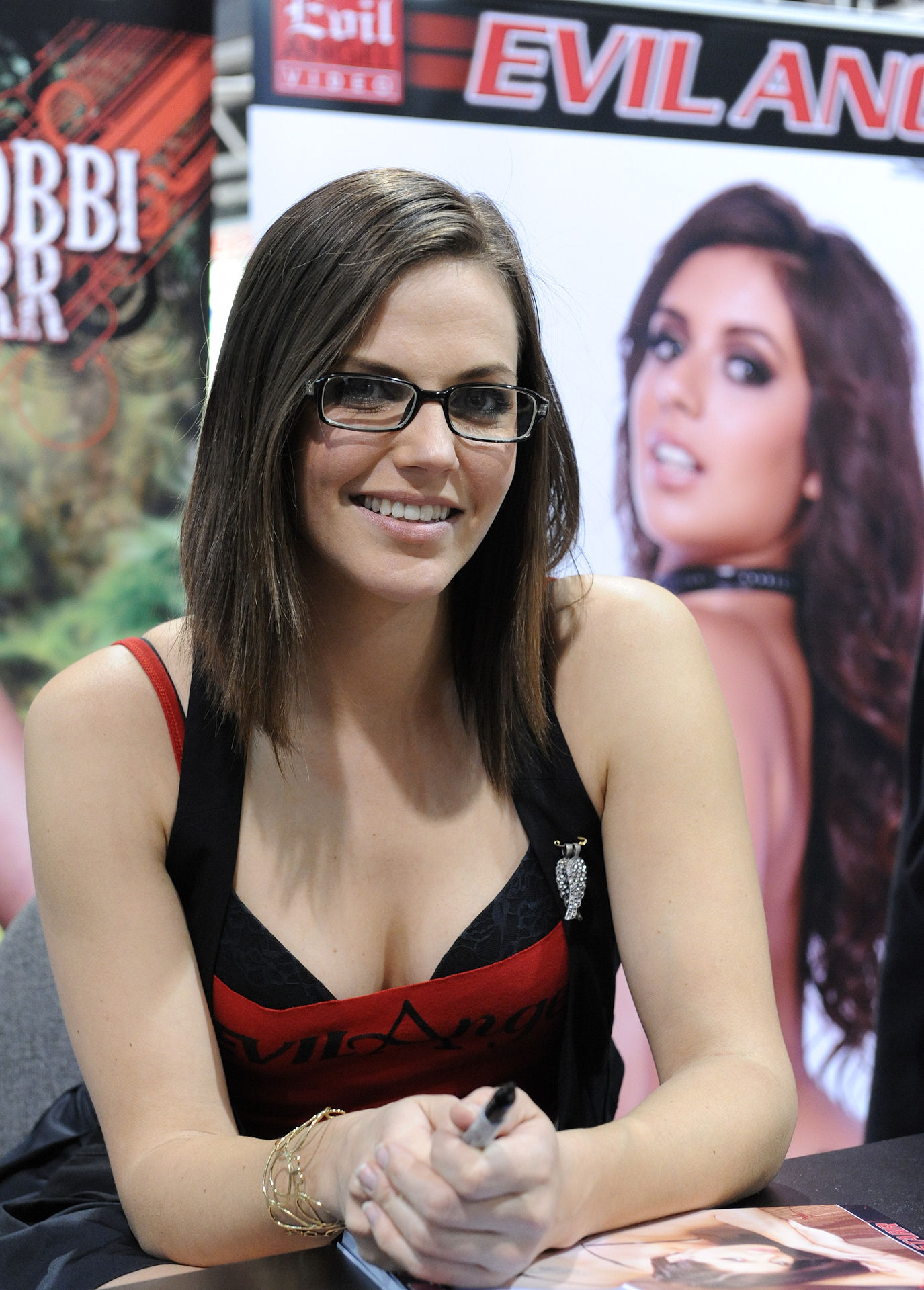
2011年AEEにて

- 2006年: Bondage Stars 7
- 2007年: Women Seeking Women 34
- 2007年: Lesbian Seductions: Older/Younger 16
- 2007年: Lesbian Seductions: Older/Younger 17
- 2007年: Belladonna's Evil Pink 3
- 2008年: Women Seeking Women 42
- 2008年: Road Queen 6
- 2008年: Road Queen 8
- 2008年: Belladonna's Evil Pink 4
- 2009年: Women Seeking Women 58
- 2009年: The Violation of Kylie Ireland
- 2009年: Belladonna: No Warning 4
- 2010年: Women Seeking Women 59
- 2010年: Women Seeking Women 62
- 2010年: Women Seeking Women 65
- 2010年: The Big Lebowski: A XXX Parody
- 2010年: Belladonna: No Warning 5
- 2011年: Horizon（邦題: ギャラクシー・エンジェルズ）
- 2011年: Lesbian Adventures: Wet Panties Trib 2
- 2011年: Star Trek: The Next Generation – A XXX Parody（邦題: スマター・トレック/ネクスト・ジェネレーション）
- 2011年: Women Seeking Women 77
- 2012年: Milk Nymphos 3
- 2012年: Kiss Me Lick Me Fuck Me
- 2012年: Girls Kissing Girls 9
- 2012年: Lesbian Sex 4
- 2013年: Bound Gang Bangs 15393
- 2013年: Bush Bangers
- 2013年: I Need Some Alone Time
- 2014年: Watch Me Diddle My Pussy
- 2014年: Hot Cherry Pies 8
- 2014年: Big Butt 3

## 監督作品の一部
- 2011年: Bobbi’s World
- 2011年: Bobbi Loves Boys
- 2011年: One
- 2011年: Shut Up and Fuck
- 2011年: Vicarious: So Close You Can Taste It
- 2012年: Gape Gang
- 2012年: Kiss Me Lick Me Fuck Me
- 2012年: Occupy My Ass
- 2013年: ElectroSluts 32045
- 2013年: Water Bondage 23425-23427

## 受賞

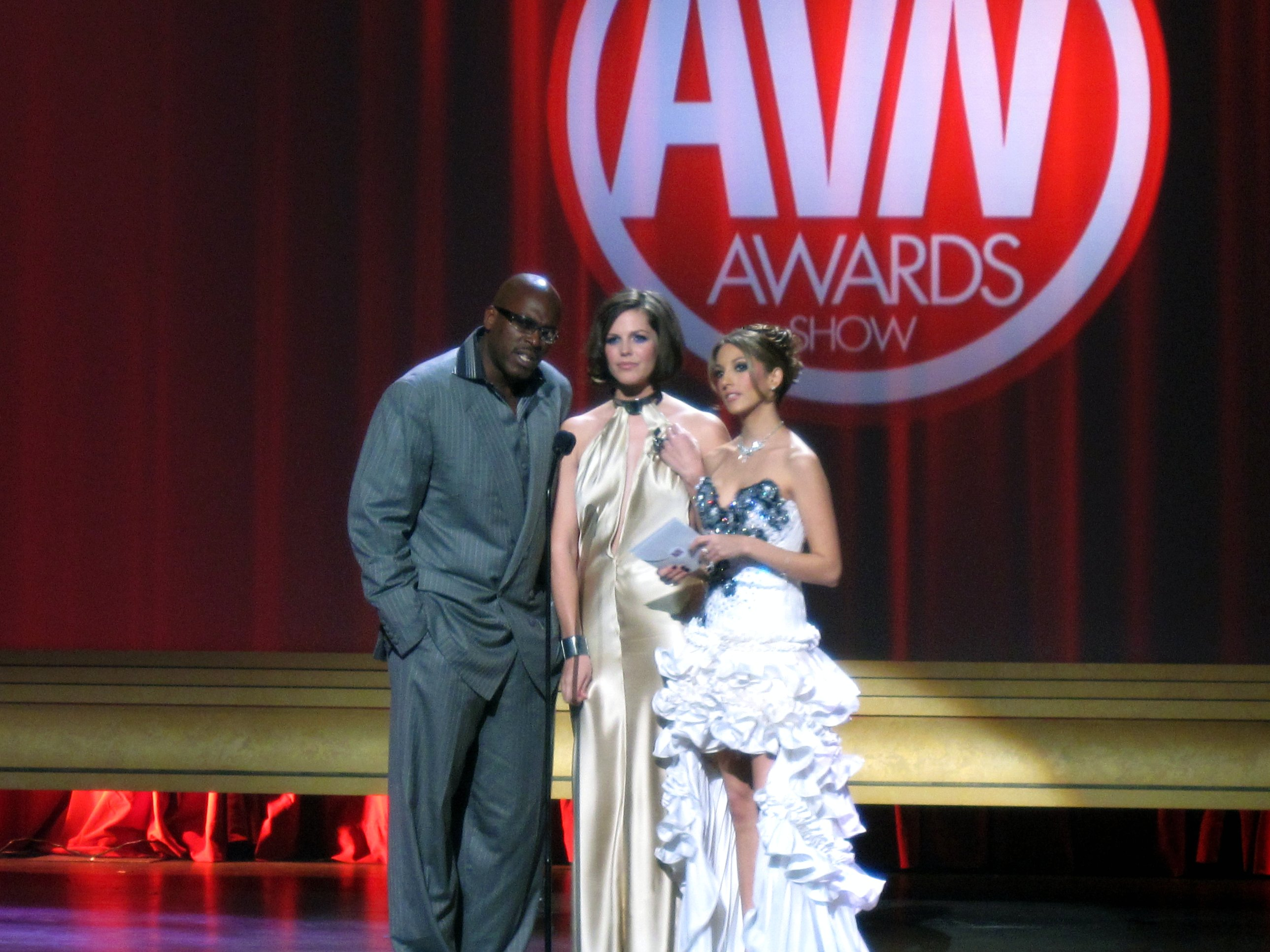
2010年AVNアワードでプレゼンターを務めるレキシントン・スティール、ボビー・スター、ジェナ・ヘイズ

### 女優として
- 2009 XRCO賞 – Superslut[15]
- 2010 AVNアワード – Most Outrageous Sex Scene - Belladonna: No Warning 4[16]
- 2010 AVNアワード – Best Double Penetration Sex Scene - Bobbi Starr & Dana DeArmond's Insatiable Voyage[16]
- 2010 XRCO賞 – Superslut[17]
- 2010 XRCO賞 – Orgasmic Oralist[17]
- 2011 XRCO賞 – Orgasmic Analist[18]
- 2012 AVNアワード – Female Performer of the Year[19]
- 2012 AVNアワード – Best POV Sex Scene - Double Vision 3[19]
- 2012 XRCO賞 – Orgasmic Analist[20]

### 監督・プロデューサーとして
- 2012 AVNアワード – Best All-Sex Release, Mixed Format - Bobbi's World[19]
- 2013 AVNアワード – Best Gonzo Release - Bobbi Violates San Francisco[21]